# ريغوبيرتو باديلا
ريغوبيرتو باديلا (بالإسبانية: Rigoberto Padilla) هو مدرب كرة قدم ولاعب كرة قدم هندوراسي في مركز الوسط، ولد في 1 ديسمبر 1985 في تيغوسيغالبا في هندوراس. شارك مع منتخب هندوراس لكرة القدم. أما مع النوادي، فقد لعب مع نادي ديبورتيفو أوليمبيا ونادي فيكتوريا.

## وصلات خارجية
- ريغوبيرتو باديلا على موقع الاتحاد الدولي (مؤرشف)  (الإنجليزية)
- ريغوبيرتو باديلا على موقع قاعدة بيانات كرة القدم.إي يو (الإنجليزية)
- ريغوبيرتو باديلا على موقع ناشيونال فوتبول تيمز (الإنجليزية)
- ريغوبيرتو باديلا على موقع Soccerway.com (الإنجليزية)
- ريغوبيرتو باديلا على موقع أوليمبيديا (الإنجليزية)